# Halálfaló
A halálfalók (angolul: Death Eaters) a Harry Potter könyvekben Voldemort követői, a brit varázslókormányzat, a Mágiaügyi Minisztérium és az Albus Dumbledore vezette Főnix Rendje ellenségei.
Feladatuk harcolni a Mágiaügyi Minisztérium és a Főnix Rendje ellen, a Voldemort elleni ellenállás átkokkal, emberrablással, gyilkosságokkal, zsarolással, fizikai kínzással való megtörése, akár az ellenséges csoportok tagjain és családtagjain, sőt gyermekein is alkalmazva ezeket az eszközöket. Ha valaki belép közéjük, haláláig odaadással kell szolgálnia Voldemortot. A hibákért mindig büntetés, gyakran kínzás vagy halál jár.
Bal alkarjukon viselik a Sötét Jegyet, Voldemort jelét, amely egy kígyónyelvű halálfej. Ha vezérük megérinti valamelyikük karján a Jegyet, mindegyiküké égni fog, és mesterükhöz kell hoppanálniuk, ha pedig a saját Jegyüket érintik meg, arról Voldemort is tudomást szerez, ezért ezt csak akkor alkalmazzák, ha fontos mondanivalójuk van a Sötét Nagyúrnak. Öltözetük fekete ruha csuklyával és álarc, amely eltakarja arcukat. A filmekben körülbelül úgy ábrázolják őket, ahogy a Ku Klux Klan tagok kinéznek.
A halálfalók nagy része sötét varázsló, feketemágus volt. A Varázstitok-védelmi Alaptörvényt rendszeresen figyelmen kívül hagyták, tiltott, sötét varázslatokat használtak. A főbenjáró átkokat gátlástalanul szórták emberre-állatra, kíméletlenül eltiporták az akaratukkal szembeszegülőket. Voldemort sokukat fenyegetéssel vagy Imperius-átokkal kényszerítette, hogy rémtetteket vigyenek véghez, de voltak köztük, akik félelemből követték vezérük utasításait. Néhányan ellen is szegültek, megtagadták urukat. A legtöbbjük viszont már Voldemort első bukása után kiléptek és bizonygatták, hogy Imperius hatása alatt voltak, mikor halálfalónak vallották magukat. A Mágiaügyi Minisztériumnak nagy munkájába került, hogy kiderítse, a gyanúsítottak közül ki volt a Sötét Nagyúr híve és ki volt akaratán kívül halálfaló.

## Ismert halálfalók (azok is, akik később kiléptek)

### Regulus Black
Regulus Black Orion és Walburga Black második fiaként jött a világra 1961-ben, 1979-ben halt meg.
Sirius Black öccse, a Black család legfiatalabb sarja. Roxfortba járt; a Teszlek Süveg a Mardekárba osztotta be.
Miután Voldemort hatalomra tört, Regulus beállt halálfalónak, de mikor csalódott Voldemortban, már nem volt kiút; tudta, hogy a Sötét Úr szolgálatából nem lehet élve szabadulni.
A Harry Potter és a Félvér Herceg végén Harry megpróbál megszerezni egy horcruxot, de a helyén egy üzenetet talál, amelyet egy R. A. B. monogramú személy írt Voldemortnak arról, hogy a horcruxot ellopta, és megpróbálja megsemmisíteni. A hetedik részében derül ki, hogy R. A. B. tulajdonképpen Regulus (Arcturus) Black.
Regulus Arcturus Black meghalt, mert megpróbálta megsemmisíteni Mardekár medált, Voldemort horcruxjait. A medált egy bájital medencében védték, egy élőhalott Inferusokkal teli tó közepén. Ahhoz, hogy hozzáférjen a medencében lévő medálhoz, Regulus megitta a bájitalt, rendkívüli szomjúságnak és téveszméknek engedte magát a hatása miatt, és az Inferiek víz alá hurcolták a halálba. Sipor, a házimanó volt az egyetlen túlélő és tanú, aki hazahozta a medált, de nem sikerült megsemmisítenie.

### Fenrir Greyback
Fenrir Greyback vérfarkas. A Sötét Nagyúr követője, megengedték neki a halálfalók talárjának viselését, de nem viseli, viselheti a Sötét Jegyet. Ő harapta meg a gyermek Remus Lupint, ezért a fiú is vérfarkassá vált.
1945 körül született.
A könyvből az is kiderül, hogy Greyback már nem csak teliholdkor vadászik; átalakulás nélkül is előszeretettel támad meg embereket, különösen gyerekeket. Ő a legveszedelmesebb vérfarkas, mindenki retteg tőle. Már nem teljesen ember, fogai átalakultak, ezért nem csak teliholdkor lehet veszélyes a harapása, igaz, ha nem teliholdkor harap meg egy embert, az illető nem változik vérfarkassá, de étvágya nyers húsra nő, illetve csúnya sebeket ejthet rajta.
A hatodik könyvben Draco Malfoy vele fenyegeti meg a Borgin & Burkess tulajdonosát. Azt mondja, a Malfoy-család jó barátja a vérfarkas. Ennek ellenére, mikor ő is jelen van a roxforti támadáson a halálfalók közt, Draco nem örül a jelenlétének. Ugyanezen az éjszakán Greyback megharapja Bill Weasley-t. A fiú egyetlen szerencséje, hogy a vérfarkas nem volt átváltozva a harapáskor.
A hetedik könyvben ő azoknak a fejvadászoknak a vezére, akik elfogják, majd a Malfoy kúriába – a halálfalók új főhadiszállására – hurcolják Harryéket. Részt vesz a Roxforti csatában, ahol Ron Weasley és Neville Longbottom legyőzik.

### Igor Karkarov
Igor Karkarov a Durmstrang varázslóiskola igazgatója.
Termetes, hórihorgas szikár ember. Külsőleg Dumbledore professzorra hasonlít, de ősz haját rövidre nyírva hordja. Kecskeszakálla fonott és igen sárga fogai vannak.
Halálfaló volt, de még Voldemort bukása előtt Rémszem Mordon – féléves munkával – elfogta és az Azkabanba zárták. 1984-ben vagy 1985-ben szabadlábra helyezték őt.
A Trimágus Tusa idején egyre erősebben látszik alkarján a sötét jegy, ő ebből kitalálja, hogy régi ura hamarosan vissza fog térni. A Trimágus Tusa harmadik próbájának végén a jegy alkarján feketére színeződik. Karkarov rájön, hogy a Sötét Nagyúr visszatért és szólítja őt, de ő nem tér vissza hozzá, mert túl sok halálfalót árult el a minisztériumnak. Voldemort ezt nem bocsátaná meg neki, ezért elmenekül, és diákjait a Roxfortban hagyja.
Ezek után csak a Félvér hercegben említik őt meg. Remus Lupin közli, hogy északon bukkantak a holttestére, ami egy kunyhóban volt. Halálfalók gyilkolták meg, mert a kunyhó fölött ott lebegett a sötét jegy. 

### Ifjabb Bartemius Kupor
Ifjabb Bartemius Kupor 1962-ben született, idősebb Barty Kupor egyetlen gyermekeként. Édesanyjának törékeny egészsége volt, édesapja pedig nem törődött vele; csak a munkájának élt. Kamaszként beállt Voldemort csatlósai, a Halálfalók közé, bár az nem derül ki, hogy önszántából-e, vagy kényszerítették.
1981-ben, a Sötét nagyúr bukása után bűntársaival együtt elfogta és a tiltott Cruciatus átokkal megkínozta Frank és Alice Longbottom aurorokat. Igor Karkarov, egy másik halálfaló azonban elárulta őt a minisztériumnak, mire pert indítottak ellene, melyet a saját apja vezetett. Az ítélet szerint a varázslók börtönébe, az Azkabanba vetették.

Édesanyja azonban, aki halálos betegként előre tudta, hogy meg fog halni, segített neki kijutni. Id. Barty Kupor a felesége kedvéért hajlandó volt segíteni a szökést. Százfűlé főzet segítségével ifj. Barty Kupor és az édesanyja külsőt cseréltek, majd Kupor az apjával távozott a börtönből, míg édesanyja raboskodott helyette, és rövid időn belül meg is halt.
Az öreg Barty meggyógyította fiát. Amikor a fiú felépült, vissza akart térni Voldemorthoz, akit már akkor szeretett. Apja ezért Imperius átkot szórt rá, amivel irányítani tudta őt, és otthon, bezárva tartotta egy láthatatlanná tévő köpeny rejtekében. Egy minisztériumi boszorkány, Berta Jorkins azonban rájött, hogy az ifjabb Barty megszökött az Azkabanból. Mielőtt azonban elmondhatta volna bárkinek is az információt, id. Kupor emlékezetmódosító bűbájt alkalmazott rajta, majd Albániába küldte. Berta Jorkinst azonban elkapta Peter Pettigrew (Féregfark), és a Cruciatus átokkal kiszedte belőle, hogy a nagyúrnak van egy hűséges híve Angliában.
A Kupor család házimanója, Winky rávette id. Kuport, hogy vigye el a fiát a Kviddics Világkupa döntőjére, ahol azonban Barty megszerezte Harry Potter pálcáját, és felküldte vele az égre a Sötét Jegyet, Voldemort szimbólumát. A fiú újból visszakerült apja hatalma alá, azonban egyre jobban küzdött ellene, és amikor Voldemort és szolgája, Peter Pettigrew egy nap beállítottak hozzájuk, végleg kitört az Imperius átok alól. Édesapját elátkozta, majd Peter Pettigrew segítségével elkapott egy aurort, Alastor Mordont, és az idős auror testét magára öltve bejutott a Roxfortba.
Ott elintézte, hogy Harry Potter, a Nagyúr esküdt ellensége részt vegyen a Trimágus Tusán, miközben megölte az édesapját, aki a Roxfortba látogatott a Tusa kapcsán. Folyamatosan segített Harrynek azért, hogy a fiú eljusson a végső próbáig, ahol is csapdát állított neki. Megbűvölte a győztesnek járó kupát (zsupszkulccsá alakította), így amikor Harry megfogta azt, Voldemorthoz repült a Little Hangleton-i temetőbe. A tanév végén Albus Dumbledore leleplezte őt, majd Cornelius Caramel mágiaügyi miniszter parancsára Barty Kupor megkapta a dementorcsókot, vagyis kiszívták a lelkét.

### Bellatrix Lestrange
Bellatrix Black Lestrange 1951-ben (Gellert Grindelwald bukása után hat évvel), Cygnus Black és Druella Rosier első gyermekeként jött világra. Rowling fényes, fekete hajú, vékony szájú, résnyire húzott szemű, sápadt bőrű, magas nőnek írja le. Előkelően mutat és viselkedik, a Black család tagjaihoz méltón.
Bellatrix a Roxfort elvégzése után ment hozzá Rodolphus Lestrange-hez. Gyermekük nincs.
Neve a latin "bellatrix" (harcos, hadakozó) szóból jön, a Lestrange név jelnentése; "le"; a, az, a "strange" pedig, furcsa, bizarr.
Bellatrix sok szereplővel rokonságban áll vér vagy frigy által. Két húga Andromeda Black Tonks és Narcissa Black Malfoy. Andromeda egy mugli származású varázslóhoz, Ted Tonkshoz ment feleségül, ezért a család kitagadta. Narcissát egy vagyonos és aranyvérű család sarja, Lucius Malfoy vette el. Bellatrix első unokatestvére Sirius és Regulus Blacknek, valamint nagynénje Nymphadora Tonksnak és Draco Malfoynak. Gyengéd érzelmeket táplált Voldemort iránt.
Bellatrix halálfaló, Voldemort egyik leghűségesebb követője. Már tizenöt évesen felesküdött halálfalónak. A Sötét Nagyúr bukása után őt, Rodolphus Lestranget, Rodolphus öccsét, valamint ifj. Barty Kuport Frank és Alice Longbottom őrületbe kínzásáért (amit főbenjáró átokkal vitt végbe) az Azkabanba zárták, de miután megszökött, újra a Sötét Nagyúr szolgálatába állt, 1996-ban végzett Sirius Blackkel. 1998-ban Hermionét kínozta és megölte Dobbyt, a házimanót és Nymphadora Tonksot.
1998-ban halt meg Molly Weasley keze által.
A csata előtt május 1-én született egy gyermeke Voldemort nagyúrtól (forrás: Harry Potter és az elátkozott gyermek).

### Lucius Malfoy
Lucius Malfoy 1954-ben született, Abraxas Malfoy fiaként (anyjáról nem tudni semmit). Lucius és felesége (Narcissa Black) a Malfoy-kúriában élnek fiukkal, Dracoval. Malfoyék származásukat tekintve aranyvérűek. Lucius már az első háborúban is a Sötét Nagyurat szolgálta, de annak bukásakor azt állította, az Imperius átok alatt állt, nem önszántából dolgozott Voldemortnak. Mr. Malfoy a Harry Potter és a Titkok Kamrája c. kötetben jelenik meg először, mikor összefut Harry Potterékkel az Abszol úton.
Családja nemzedékek óta mardekáros, fia is oda jár. A második könyvben a legújabb Nimbusz 2001-es seprűből vesz hetet a Mardekár kviddicscsapatának, hogy így biztosítsa a fia helyét a csapatban (Draco, éppúgy mint Harry, fogó lett). Pénzadományai révén (Mágiaügyi Minisztérium, Szent Mungo Ispotály) befolyásos ember, kapcsolatait gyakran használja céljai elérése érdekében.
Harry és Draco második iskolaéve előtt Mr Malfoy becsempészi Ginny Weasley üstjébe Tom Denem naplóját, mikor a Czikornyai és Patza könyvesboltban találkoznak.
Mikor a Sötét Nagyúr újra testet ölt, Malfoy rögtön megjelenik, hogy hűségéről biztosítsa. Egy ideig Voldemort első emberei közé tartozik, de később kegyvesztetté válik. Nem sikerül megszereznie a Jóslatot a Mágiaügyi Minisztérium Misztériumügyi Főosztályáról, s Dumbledore elkapja társaival együtt, ezért Voldemort Dracot bízza meg az iskola igazgatójának megölésével.
Lucius számos sötét, illegális varázstárggyal rendelkezik otthonában, melyeket igyekszik eladni például a Borgin & Burkes boltnak. Nagy vagyona miatt befolyásos ember, és Cornelius Caramellel is bizalmas a kapcsolata.
A történet végén, miután Harry megöli Voldemortot, kegyelmet kap (nem kell Azkabanba mennie), mert felesége, Narcissa segítette hozzá Harryt a győzelemhez. Majd unokája is születik, akit Scorpiusnak hívnak, és megszólalásig hasonlít Dracora.
Lucius 2020 októberében meghalt (forrás: Harry Potter és az elátkozott gyermek).

### Peter Pettigrew
Féregfark, eredeti nevén Peter Pettigrew Harry apjának, Jamesnek, és az ő barátainak, Sirius Blacknek és Remus Lupinnak a társaságához tartozott. Ők négyen hozták létre a Tekergők Térképét, mely a harmadik kötetben Harry tulajdonába kerül Ron ikerbátyai, Fred és George jóvoltából. Féregfark, Holdsáp, Ágas és Tapmancs barátsága a Roxfortot követően is szoros maradt, s Sirius lett Harry keresztapja, majd Féregfark lett Lily és James titokgazdája, vagyis ő tudta egyedül, hová rejtőztek Voldemort elől a kisbaba Harryvel. Féregfark eme szerepéről nem tudott senki Siriuson és a házaspáron kívül.
Féregfark elárulta Voldemortnak a házaspárt, s csellel elhitette, hogy Sirius volt a bűnös. Sőt, a saját halálát is eljátszotta, és Siriust letartóztatták Peter meggyilkolásáért.
Patkány képében a Weasley család kegyeibe férkőzött, így lett Percy, majd Ron állata. A Makesz (angolul Scabbers) becenevet adták neki.
A harmadik kötetben Sirius egy újságcikkben látja meg őt, a Weasley család egyiptomi nyaralásáról készült képen, s felismeri a hiányzó ujjáról, amit még akkor vágott le, mikor megszökött James és Lily halálát követően Sirius elől. Sirius megszökik a börtönből, majd a harmadik év végén leleplezi a bűnöst Harryék előtt. Harry megmenti Féregfarkot a haláltól, aki ugyanazon az éjszakán megszökik, s visszatér Voldemorthoz. Ám lekötelezettje marad Harrynek, s ennek valószínűleg fontos szerepe lesz a hetedik, avagy a befejező kötetben.
A negyedik kötetben Peter segít Voldemortnak visszanyerni a testét, és a nagyúr parancsára és pálcájával megöli Cedric Diggoryt. A félkezét is feláldozza Voldemortért, jutalmul ezüstkezet kap helyette.
A hatodik részben Voldemort parancsára Pitonnak segít, aki megveti őt.
A hetedik részben Voldemort oldalán bukkan fel ismét, ő végzi a "piszkos munkákat". Harry az ő segítségével tud később elszökni a Malfoy kúriáról, mivel amikor a földre taszítja Harryt, egy pillanatig habozik, valószínűleg a lelepleződésének éjszakája miatti leköteleződés miatt. Ez pont elég Harrynek arra, hogy elmeneküljön. Pettigrewt árulása miatt a Voldemorttól kapott mágikus keze öli meg.
Féregfark karakterét a könyv filmváltozataiban Timothy Spall angol színész alakítja.

### Yaxley
Yaxley különösen a második varázsló-háborúban kapott nagyobb szerepet. Pius Thickness, a Varázsbűn-üldözési Főosztály vezetője a halálfalók irányítása alá kerül, miután Yaxley Imperius-átkot szórt rá. Thickness ezután több magas rangú tisztviselőre is kiterjesztette az átkot, s végül megölték Rufus Scrimgeour-t, a Mágiaügyi Minisztert.
Miután Voldemort átvette az uralmat a Minisztérium felett, Yaxley lett a Varázsbűn-üldözési Főosztály vezetője, Thicknesse pedig a miniszter. Yaxley feladata volt továbbá, hogy megzsarolja az alacsonyabb rangú minisztériumi dolgozókat (például Reg Cattermole-t), s bíráskodjon a Mugliivadék-ellenőrző Bizottság tárgyalásain, Dolores Umbridge mellett.

### További halálfalók
| - Avery - Alecto Carrow (Roxfortban mugliismeret-tanár, igazgatóhelyettes egy ideig.) - Amycus Carrow (Roxfortban sötét varázslatok tanár, igazgatóhelyettes egy ideig.) - id. Crak - Vincent Crak - Antonyin Dolohov - Gibbon - Jugson - Rodolphus Lestrange - Rabastan Lestrange - Walden Macnair - Draco Malfoy - id. Monstro - Gregory Monstro - Mulciber - id. Nott - Evan Rosier | - Thorfinn Rovel - Selwyn - Pius Thicknesse (Imperius-átok alatt) - Travers - Wilkes - Stan Shunpike (Imperius-átok alatt) - Augustus Rookwood - Scabior - Albert Runcorn - Perselus Piton |